# Azorina vidalii
Azorina vidalii là loài thực vật có hoa trong họ Hoa chuông. Loài này được Hewett Cottrell Watson mô tả khoa học đầu tiên năm 1844 dưới danh pháp Campanula vidalii. Năm 1890 Heinrich Feer chuyển nó sang chi đơn loài Azorina. Loài này đặc hữu Azores, Bồ Đào Nha. Quần thể phân mảng của nó bao gồm 250-1.000 cây trưởng thành chỉ phân bố hạn chế ở vùng bờ biển của một vài đảo.

## History

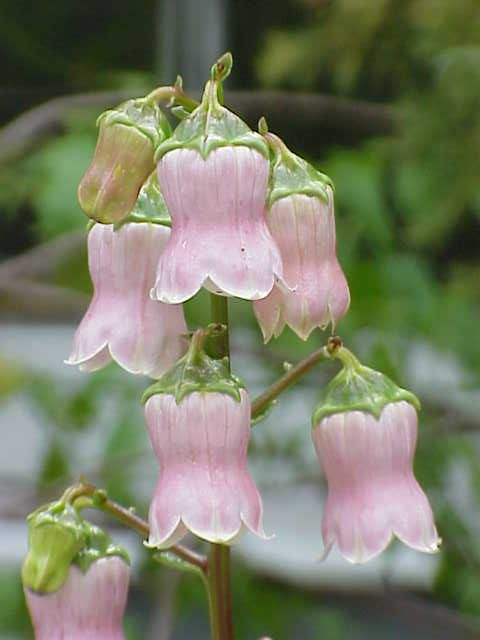
Azorina vidalii.

Loài này lần đầu tiên được Watson thu hải dọc theo vùng bờ biển Santa Cruz trên đảo Flores thuộc quần đảo Azores trong chuyến thám hiểm thực vật học của ông năm 1843. Ban đầu nó được Watson đặt tên khoa học là Campanula vidalii và công bố năm 1844.
Sinh thái học của nó từng được trình bày thiếu nhất quán; người ta từng cho rằng nó thích nghi với các vết nứt trong vách đá trên biển, hoặc với các vật chất lắng đọng, và trong các nơi dốc đứng đột ngột và nhiều cát.
Azorina vidalii được bảo vệ theo công ước Bern 1992 (Phụ lục I) và Habitats Directive (Chỉ dẫn Môi trường sống) 140/99 (Diário da República, Anexo 2B); nó là loài nguy cấp do xuống cấp môi trường sống bởi các loài xâm hại, ô nhiễm và phát triển.